# Potassic-jeanlouisite
La potassic-jeanlouisite (simbolo IMA: Pjl) è un rarissimo minerale del supergruppo dell'anfibolo, all'interno del quale viene collocato nel "gruppo degli anfiboli con W(O)-dominante" e da lì ai minerali in attesa di assegnazione definitiva al "gruppo contenente la radice obertiite nel nome"; essendo un anfibolo, appartiene agli inosilicati e pertanto alla famiglia minerale dei "silicati"; possiede composizione chimica K(NaCa)(Mg4Ti)Si8O22O2.

## Etimologia e storia
La potassic-jeanlouisite prende il suo nome da Jean-Louis Robert (1948-2017), membro del Centre de Recherches sur la Synthèse et la Chimie des Minéraux (CRSCM) di Orléans e successivamente dell'Institut de Minéralogie, de Physique des Matériaux et de Cosmochimie (IMPMC) a Parigi. Ha studiato la caratterizzazione cristallochimica delle miche e degli anfiboli, con particolare attenzione alle richteriti naturali e sintetiche con significativo contenuto di titanio. Il prefisso "potassic" (per il contenuto di potassio nel minerale) segue la convenzione di denominazione dell'Associazione Mineralogica Internazionale (IMA) per gli anfiboli.
Il campione tipo è conservato presso il museo di mineralogia dell'Università di Pavia (Italia) con il numero di catalogo 2018-01.

## Classificazione
La potassic-jeanlouisite è stata approvata dall'Associazione Mineralogica Internazionale (IMA) come specie minerale nel 2018, pertanto non è elencata nella classica nona edizione della sistematica dei minerali di Strunz, aggiornata dall'IMA fino al 2009.
Il minerale è presente nell'edizione successiva, proseguita dal database "mindat.org" e chiamata Classificazione Strunz-mindat, nella quale la potassic-jeanlouisite è elencata nella classe "9. Silicati (germanati)" e da lì nella sottoclasse "9.D Inosilicati"; questa viene più finemente suddivisa in base alla struttura del minerale, in modo tale da trovare la potassic-jeanlouisite nella sezione "9.DE Inosilicati con catene doppie di periodo 2, Si4O11; clinoanfiboli", dove forma il sistema nº 9.DE.25 insieme a numerosi (ben 64) minerali anfiboli.

## Abito cristallino
La potassic-jeanlouisite cristallizza nel sistema monoclino nel gruppo spaziale C2/m (gruppo nº 12) con i parametri reticolari a = 9,9372(10) Å, b = 18,010(2) Å, c = 5,2808(5) Å e β = 104,955(2)°, oltre ad avere 2 unità di misura per cella unitaria.

## Origine e giacitura
La potassic-jeanlouisite è un minerale derivato dalla richterite potassica tramite lo scambio accoppiato CMg–1 WOH––2 CTi4+1 WO2–2. Il minerale è stato trovato in un campione di leucite-lava; la paragenesi è con la leucite e altri anfiboli.
La potassic-jeanlouisite è rarissima ed è stata trovata solo nella sua località tipo, "Zirkel Mesa" (41.79167°N 108.92556°W) nella contea di Sweetwater (nel Wyoming) e, sempre nello stesso sito e contea, a "Black Rock" (41.87389°N 108.79528°W).

## Forma in cui si presenta in natura
La potassic-jeanlouisite si presenta come cristalli aciculari di dimensioni fino a ~200 μm. Il minerale ha lucentezza vitrea e colore da giallo pallido a incolore, mentre il colore del suo striscio è bianco.